# 阿卡铁路
阿布贾—卡杜纳铁路，或简称阿卡铁路 ，全长186.5千米，是拉卡铁路的一部分，连接了奈及利亞首都阿布贾和北部工业重镇卡杜纳，沿线设9座车站，设计时速为150千米，投资约8.5亿美元，由中国铁建所属的中国土木工程集团有限公司承建，2011年2月正式开工，2014年12月1日全线铺通，成为拉卡铁路第一个完成的标段和非洲首条全部采用中国技术、中国标准的现代化准轨铁路。
2016年7月26日，尼日利亚总统布哈里为阿卡铁路开通运营剪彩并试乘了首发列车。开通三年后，阿卡铁路已安全运送旅客近200万人次，时常一票难求。

## 建设历程
2006年8月，尼日利亚政府宣布计划用25年完成铁路现代化改造。同年10月，中国土木工程集团与尼日利亚政府签署协议，承建拉卡铁路现代化项目，项目南起拉各斯，途经首都阿布贾，北至卡诺，全长1315千米。然而，受尼日利亚政府换届和资金短缺等因素影响，拉卡项目合同签署后项目被迫搁置，中国政府因此提供部分优惠贷款，项目分段实施。
2011年2月，阿卡铁路正式开工。2014年12月1日全线铺通。
2016年6月17日，阿卡铁路举行试乘活动，来自中国土木工程集团的100多名中尼员工及媒体代表参加活动。

## 运营
2016年7月26日，尼日利亚总统布哈里为阿卡铁路开通运营剪彩并试乘了首发列车。
2018年1月2日，阿卡铁路投入运行已超过500天，累计运送乘客50万人次，正点率达99％，每周周一至周六单日最大客运量达1280人。
2018年7月，据尼日利亚铁路总公司统计，运行两年来，阿卡铁路迄今共运送旅客近100万人次，运营两年多来没有发生任何事故，达成当初的目标。
2019年4月21日，阿布贾吉瓦地区传统领袖-埃米尔（俗称“土王”）穆萨授予中国土木工程集团公司运营事业部总经理孔涛“工程领袖”酋长封号。
2019年4月18日，阿卡铁路迎来安全运营第1000天，累计发送旅客超过150万人次。尼日利亚铁路总公司与中土集团尼日利亚公司在阿布贾伊都火车站广场联合举办了庆祝活动。
2019年7月26日，在阿卡铁路安全运营三周年之际，安全运送旅客近200万人次，时常一票难求。尼日利亚铁路总公司为中土集团尼日利亚公司运营事业部颁发了纪念牌匾。

### 列车
阿卡铁路上运营的客运列车大部分分别以中车戚墅堰出口至尼日利亚的DF11GN型内燃机车或中车大连的CDD3B1型内燃机车加中车唐山制造的国产25T改造型拖车所组合的机辆模式列车和NDJ3N或SDJ6型加国产25T改造型的动力集中式内燃动车组所担当。 阿卡铁路于2023年底自英国购入一批43型高速柴油机车。

## 运营故障
- 2021年6月28日，搭乘几百名乘客的列车三次机破，在吉加瓦州的杜采的森林里停下。[10]